# Thuồng luồng
Thuồng luồng là một loài thủy quái dạng rồng trong huyền thoại Á Đông.

## Từ nguyên
Thuồng luồng có tên tiếng Trung: 蛟; Hán Việt: giao hoặc 蛟龍; Hán Việt: giao long..
Thuồng luồng là một cách phát âm khác của chữ "龍", cũng như rồng
Trong thần thoại các nước khác cũng có những loài tương tự như Tiamat, Leviathan, Hydra, Jörmungandr hay Yamata no Orochi.

## Lịch sử
Thuồng luồng là tên gọi trong dân gian để chỉ một loài thủy quái – một loài quái vật dữ tợn, có sức mạnh, sống ở dưới nước thuộc lớp bò sát với thân mình dài, có chân và vảy. Loài động vật này có kích cỡ khổng lồ, có thể nuốt chửng bất cứ con vật nào – kể cả con người.

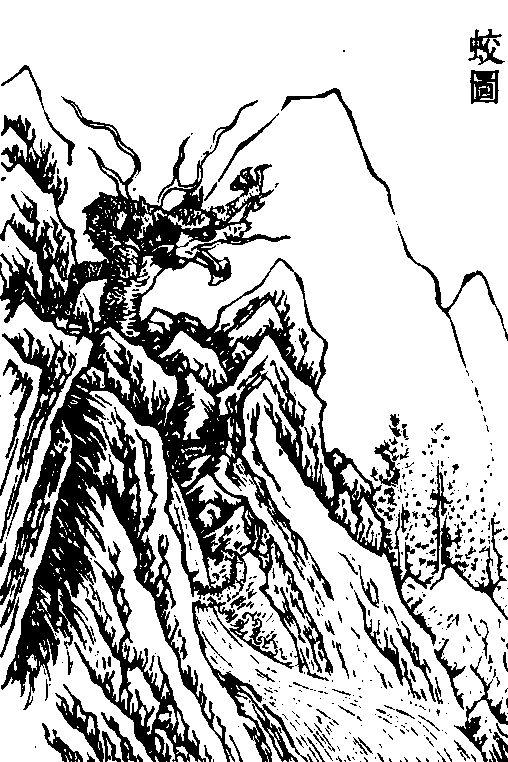
Thương long trong Thủy kinh chú.

### Cá sấu
Thời xưa, thuồng luồng được quan niệm có hình thù như con rắn khổng lồ nhưng có 4 chân, có mào, có lẽ chúng giống loài cá sấu khổng lồ thời cổ đại.
Trong tục truyền, người ta thường cho thuồng luồng là một giống thủy quái rất dữ tợn. Ở dọc các sông lớn miền Bắc Bộ đời xưa thường có đền thờ thần thuồng luồng mà sách chép là giao thần.
Sách Hoài Nam Tử, thiên "Đạo ứng" chép rằng: "Đất Kinh có người tên là Thứ Phi, được bảo kiếm ở đất Can Đội, khi đi về qua sông Giang (Dương Tử), đến giữa sông nổi sóng lớn, có hai con giao long vây lấy thuyền... Thứ Phi nhảy xuống sông đâm giao, chặt được đầu, người trong thuyền đều sống cả." Sách Tiền Hán thư, "Vũ Đế kỷ" chép rằng, vua Hán Vũ Đế từ sông Tam Dương đi thuyền ra sông Dương Tử, tự bắn được con giao long ở giữa sông.
Cao Dụ thích chữ giao long trong sách Hoài Nam Tử nói rằng: "Da nó có từng hột (vẩy dày), người đời cho miệng nó là miệng gươm đao." Nhan Sư Cổ thích chữ giao long trong Tiền Hán thư, dẫn lời Quách Phác nói rằng: "Con giao hình như con rắn mà có bốn chân, cổ nhỏ... giống lớn to đến mấy ôm, sinh trứng to bằng một hai cái hộc, có thể nuốt người được."
Cứ những sự tình gặp giao long ở sông Dương Tử sách xưa chép đó và cứ hình trạng con giao long theo người xưa mô tả đó thì chúng ta thấy rằng loài giao long sách xưa chép đó chính là loài cá sấu lớn đời xưa có rất nhiều ở sông Dương Tử, mà hiện nay cũng vẫn còn tồn tại là cá sấu Dương Tử.

### Rùa mai mềm
Những năm đầu thập niên 90 thế kỷ 20, thuồng luồng được được mô tả là con giải khổng lồ, một loài ba ba cỡ lớn cùng chi rùa mai mềm Rafetus với rùa Hồ Gươm, rùa Đồng Mô. Chúng tụ tập khá nhiều sinh sống tại các bãi sông Hồng ở các tỉnh, huyện miền Bắc Việt Nam: 
- Tỉnh Phú Thọ: xã Xuân Quang, Tam Nông, xã Chí Tiên, đầm Vân Hội, đầm Ao Châu xã Hiền Lương, Hạ Hòa
- Tỉnh Yên Bái: xóm Đức Quân xã Minh Quân, Trấn Yên
- Thành phố Hà Nội: huyện Gia Lâm, làng Bắc Biên (phường Ngọc Thụy, quận Long Biên, toạ độ: 21°3'26"N, 105°51'49"E)

Những khu vực này đều có đặc điểm là lòng sông rất rộng, có nhiều bãi cát, bãi lầy rậm rạp ven sông, có những hầm đá, vụng nước rất sâu và nước chảy hiền hòa.
Con giải có thân to như cái nong cái nia hoặc manh chiếu nặng cả tạ có khi đến nửa tấn, lưng phủ đầy rêu, cổ bằng cái phích, đầu bằng cái giành tích. Có khi loài rùa này lên bãi bồi giữa sông, bãi cát ven sông phơi nắng, hoặc nổi đầu lên ở những khúc sông rộng, nước chảy nhẹ. Rùa mai mềm bò lên bãi cát phơi nắng và đẻ cả thúng trứng to như trứng ngỗng.
Thế kỷ 21, do nạn đánh bắt tận diệt (dùng mìn nổ) quá mức thủy sản sông Hồng nên những loài rùa khổng lồ trở nên hiếm và tuyệt chủng. Từ đó không ai thấy chúng xuất hiện, vì thế mà những câu chuyện thuồng luồng cũng tạm lắng.

## Văn hóa
Đã từng xảy ra câu chuyện được một nhân chứng kể lại về rùa khổng lồ tấn công ngoạm chặt vào kheo chân con trâu mộng giữa sông Hồng vào một buổi trưa mùa hè năm 1999. Cuộc vật lộn rất khốc liệt, trâu giãy đạp rất mạnh, cố ngoi lên mặt nước kêu rống, còn con rùa khổng lồ thì cứ nghiến chặt vào chân trâu. Mọi người giăng lưới chặn sông ở đoạn gần cầu Phong Châu. Đúng như dự đoán, đến chiều thì xác con trâu trôi đến và mắc lưới. Mọi người buộc thừng vào sừng trâu mộng, rồi dùng thuyền máy kéo về bờ sông thuộc khu 8, xã Xuân Quang. Ai cũng kinh hoàng khi thấy từ bàn chân đến đùi con trâu mộng bị cắn nát bét, rách toạc da, đứt hết cả gân. Răng con rùa khổng lồ này phải sắc như dao và bộ hàm phải khỏe như kìm cộng lực mới có sức mạnh như thế.
Chuyện rùa khổng lồ xuất hiện ở sông Hồng không có gì lạ, họ thường xuyên nhìn thấy rùa nổi ngoài sông. Cứ từ tháng 4 đến tháng 10 dương lịch, người dân nơi đây lại bơi thuyền ra bãi cát giữa sông, lần lục trong các bãi lau sậy ven sông để kiếm trứng rùa. Một ổ trứng rùa đựng đầy một thúng. Chuyện rùa khổng lồ tấn công trâu cũng có cơ sở bởi trên thế giới cũng có loài rùa Chelydra serpentina (snapping turtle) kích thước to cỡ vừa tấn công các động vật cỡ vừa như nhím, ngỗng khi bơi qua đầm hoặc ăn chuột trong điều kiện nuôi nhốt.
Tín ngưỡng thờ Thuồng luồng của dân tộc Tày, Thái ở Việt Nam.
- Bản Thuồng Luồng thuộc xã Nam Cường, Chợ Đồn, Huyện Ba Bể, tỉnh Bắc Kạn, toạ độ: 22°21'28"N, 105°35'37"E.[8]
- Xóm Khú[9] thuộc xã Ngọc Sơn, huyện Lạc Sơn, tỉnh Hòa Bình.
- Thương Long hiệu Hàng không mẫu hạm (蒼龍號航空母艦, そうりゅう).

| “                                                                       | Ngày nay đã nắm cái dây dài trong tay; Lúc nào sẽ trói được Thương Long ? 今日長纓在手，何時縛住蒼龍？ | ” |
| — Mao chủ tịch thi tuyển, Thanh bình nhạc - Lục Bàn sơn (清平樂·六盤山) | |   |

## Liên kết
1. ↑  Đào, Duy Anh (2005). Hán Việt từ điển. Nhà xuất bản Văn hóa Thông tin. tr. 269.
2. ↑  Thiều, Chửu (2009). Hán Việt tự điển. Nhà xuất bản Văn hóa Thông tin. tr. 726. giao: con thuồng luồng
3. ↑  Đào, Duy Anh (2005). Hán Việt từ điển. Nhà xuất bản Văn hóa Thông tin. tr. 268. Ngày xưa gọi con giao là con vật đồng loại với rồng, thường làm cho giữa biển phong ba
4. ↑  1912, Maspero, Maspero, 1912 {{Chú thích}}: |last= có tên số (trợ giúp)
5. ↑  Đào Duy Anh (2005). Lịch sử cổ đại Việt Nam. VN: Nhà xuất bản. Văn Hóa - Thông tin. tr. 31, 32. Truy cập ngày 9 tháng 10 năm 2016.
6. ↑  Phạm Ngọc Dương. "Rùa Hồ Gươm có nguồn gốc từ sông Hồng?". VTC News. Bản gốc lưu trữ ngày 15 tháng 9 năm 2017. Truy cập ngày 9 tháng 10 năm 2016.
7. ↑  Hoàng Lương (2007). "Tín ngưỡng thờ Thuồng luồng của các dân tộc nói tiếng Thái ở Việt Nam". Tạp chí khoa học Việt Nam Trực tuyến - Vietnam Journals Online. số 9. tr. 51. ISSN 1859-0403. Truy cập ngày 9 tháng 10 năm 2016.[liên kết hỏng]
8. ↑  "Bản Thuồng Luồng". Wikimapia. Truy cập ngày 9 tháng 10 năm 2016.
9. ↑  Khú: Cá khú, tức cá sấu.